# Lisa Robin Kelly
Pour les articles homonymes, voir Kelly.
Lisa Robin Kelly, née le 5 mars 1970 à Southington dans le Connecticut et morte le 14 août 2013 à Altadena en Californie, est une actrice américaine.

## Carrière
Après avoir passé sa jeunesse à Southington dans le Connecticut, elle commence sa carrière d'actrice en 1992 dans Mariés, deux enfants.
C'est la série TV That '70s Show qui la révèle au grand public. Elle y joue, durant cinq saisons de 1998 à 2003, le rôle de Laurie Forman, fille-à-papa, jolie et séductrice, aimant taquiner son petit frère Eric.
En 2002, elle est renvoyée du plateau en raison de problèmes d'alcool et, malgré une apparition dans la 5e saison, la production décide de confier son rôle à Christina Moore. Dès lors, sa carrière s'essouffle.
Au cours des années 2010, elle est plusieurs fois arrêtée et condamnée pour conduite en état d'ivresse.
Le 14 août 2013, elle meurt dans le centre de désintoxication qu'elle avait rejoint quelques jours plus tôt. Plusieurs hypothèses sont émises sur la cause de sa mort. Finalement les médecins annoncent le 3 janvier 2014 que son décès est dû à de multiples intoxications médicamenteuses ayant causé une overdose accidentelle.

## Filmographie

### Au cinéma
- 1994 : Relentless IV : Ashes to Ashes : Sherrie
- 1995 : Payback : adolescente
- 1997 : Performance Anxiety : Laura Kincaid
- 1998 : The Survivor : Devin
- 1999 : Jawbreaker : Pom pom girl
- 1999 : Clubland (en) : Carla
- 1999 : Kill the Man : Nan
- 2005 : The Food Chain : A Hollywood Scarytale : Marilyn

### À la télévision
- 1992 : Mariés, deux enfants : Carol
- 1994 : Les Dessous de Palm Beach : Gina Nelson
- 1994 : Le Rebelle : Debbie
- 1995 : Platypus Man : Brandi
- 1995 : Les Sœurs Reed : Kristy
- 1995 : Murphy Brown : étudiante
- 1995 : Terror in the Shadows, téléfilm
- 1995 : Fast Forward, téléfilm
- 1995 : Spring Fling !, téléfilm
- 1996 : X-Files (épisode Âmes damnées) : Terri Roberts
- 1996 : Mariés, deux enfants : Heather
- 1996 : Suddenly, téléfilm
- 1996 : Amityville, la maison de poupées, téléfilm
- 1997 : Alone, téléfilm
- 1997 : Jenny - A Girl's Gotta Live in the Real World, série télévisée
- 1998 - 2003 : That '70s Show : Laurie Forman
- 1998 : Charmed ("Daisy")
- 1998 : Young Hearts Unlimited, téléfilm
- 1998 : Fantasy Island, série télévisée (épisode pilote)
- 1998 : Poltergeist : The Legacy, série télévisée
- 1999 : Late Last Night, téléfilm
- 2002 : Alikes, téléfilm